# 通贤镇 (上杭县)
通贤镇是中国福建省龙岩市上杭县下辖的一个镇。

## 历史沿革
通贤镇，福建省龙岩市上杭县下辖的一个镇。原名通贤乡。根据福建省闽政文【2014】46号文件撤乡建镇成立。2014年5月30日，通贤镇正式挂牌成立。

## 行政区划
通贤镇共辖14个行政村，分别是：
上村村、通贤村、培才村、周源村、曹丘村、东里村、大东村、岭头村、文坑村、秀坑村、寨头村、障云村、汉溪村。